# Eirmocides consimilis
Eirmocides consimilis is een vlinder uit de familie van de Lycaenidae. De wetenschappelijke naam van de soort is voor het eerst gepubliceerd in 1942 door Gustavus Athol Waterhouse.
De soort komt voor in Australië.